# المركز الوطني للبحث في الأنثروبولوجيا الاجتماعية والثقافية
 المركز الوطني للبحث في الأنثروبولوجيا الاجتماعية والثقافية (بالفرنسية: Centre national de recherche en anthropologie sociale et culturelle أو اختصارا CRASC)‏ هو منظمة أبحاث حكومية في الجزائر متخصصة في العلوم الاجتماعية وتابعة لوزارة التعليم العالي والبحث العلمي، مقره في مدينة وهران.
تم إنشاء مركز البحث في الأنثروبولوجيا الاجتماعية والثقافية (كراسك) بموجب المرسوم التنفيدي رقم 92-215 الصادر في 23 ماي 1992 الجريدة الرسمية عدد 40، وهو ثمرة اقتران سبع سنوات من العمل في إطار وحدة البحث في الأنثروبولوجيا الاجتماعية والثقافية (أوراسك) وكذا تجلي أهمية العلوم الإنسانية في إنتاج المعارف الخاصة بالمجتمع.الا وانه في 2003 تم تعديله بموجب المرسوم التنفيدي رقم 03-460 الصادر في 01 ديسمبر 2003 الجريدة الرسمية عدد 75.
كان عدد الباحثين سنة 2007 :174 باحثا، من بينهم 30 باحث دائم. وكان عدد موظفي دعم البحث في 2010: 75 موظف.